# Караганда (Оренбургская область)
Караганда́ — посёлок в Домбаровском районе Оренбургской области. Входит в состав Домбаровского поссовета.

## История
В 1966 году указом Президиума Верховного Совета РСФСР посёлку фермы № 2 совхоза «Домбаровский» присвоено наименование Караганда.

## Население
| 2010 |
| ---- |
| 213  |

## Улицы
- ул. Заречная,
- ул. Конторская,
- ул. Металлургов,
- ул. Молодёжная,
- ул. Набережная.